# Mic Delinx
Mic Delinx, all'anagrafe Michel Houdelinckx (Parigi, 6 dicembre 1930 – Saint-Marcel, 18 dicembre 2002), è stato un fumettista francese. È noto per aver disegnato la serie La giungla en folie tra il 1969 e il 1988.

## Biografia

### Gli inizi
Affascinato da giovanissimo dal disegno, in particolare dai cartoni animati di Walt Disney e Tex Avery, frequenta i corsi di disegno all'Académie de la Grande Chaumière di Parigi. Ha iniziato a disegnare fumetti nel 1957 con la serie Texas Kid pubblicata sul settimanale Pierrot che l'anno successivo cambiò nome in Champion), di cui era responsabile della sceneggiatura e dei disegni. Ha poi disegnato, su una sceneggiatura di Y. Rhuis, la serie Bull-Dozer pubblicata su Fripounet nel 1961 e Sophie pubblicata sul periodico Lisette. Incontra René Goscinny e scrive per lui la serie La Forêt de Chênebeau, pubblicata per la prima volta su Jacqueline, una rivista pubblicitaria, e poi ristampata su Pilote nel 1966. René Goscinny lo portò alla rivista Pilote dove creò la serie Buck Gallo nel 1963, su sceneggiatura di Yves Duval e Jean Tabary, che andò avanti per dieci storie lunghe e alcuni racconti completi fino al 1969. Sempre per Pilote, disegna la serie Pan et la Syrinx su sceneggiatura di Fred, che conta quindici storie complete tra il 1968 e il 1969.

### La giungla dei matti
Nel 1969 crea, su sceneggiatura di Christian Godard, la serie che lo renderà famoso, La Jungle en folie. Christian Godard racconta che fu Mic Delinx a rivolgersi a lui, disperato perché non aveva più lavoro al periodico Pilote e aveva una famiglia da mantenere. Christian Godard, che apprezzava il talento di Mic Delinx, trovò un soggetto adatto a lui e lo propose al direttore del settimanale Pif, che si mostrò interessato e chiese un saggio di venti pagine. Il successo fu immediato e le gag de La Jungle en folie furono pubblicate regolarmente su Pif fino al 1978 e poi saltuariamente fino al 1986. La serie è stata pubblicata in album da Rossel Éditions a partire dal 1973, poi da Dargaud dal 1979. Venti album sono stati pubblicati fino al 1988.
Altri lavori
Mic Delinx ha anche disegnato molte illustrazioni per campagne pubblicitarie (ad esempio il Sim'Cat per l'ormai defunto marchio automobilistico Simca). Nel 1981, dopo la morte di Jean-Claude Poirier, disegna, insieme a Philippe Luguy e Yannick Hodbert, 7 vignette per la marca di gomme da masticare Malabar, poi, nel 1982, 12 vignette su una serie di 24 divise tra lui e François Dimberton. Nel 1996 ha disegnato un fumetto pubblicitario per Banga e ha creato il fumetto Kouakou per la rivista africana per bambini Eponymen. Ha inoltre creato il pupazzo Théobald le Chameau, mascotte del programma televisivo Midi Magazine.

### Il litigio con Godard
La casa di produzione France-Animation propose agli autori un adattamento a cartoni animati de La jungle en folie, ma non fu possibile raggiungere un accordo, unicamente a causa di Mic Delinx secondo la versione di Christian Godard e per questo motivo che rallentarono i rapporti tra i due fumettisti.
La rottura definitiva avvenne alla fine degli anni Settanta, quando Mic Delinx utilizzò i personaggi de La Jungle en folie per realizzare un biglietto d'invito per i festeggiamenti del 50º compleanno di Jean-Marie Le Pen nel 1978, e poi quando Christian Godard scoprì che Mic Delinx aveva fornito un'intera pagina dell'album La Crise al caporedattore del settimanale politico Minute, che aveva sostituito i testi originali con testi che esaltavano Jean-Marie Le Pen. Christian Godard si indignò per questa procedura e considerò questo utilizzo, senza il suo consenso, dei personaggi di cui era coautore come una violazione dei suoi diritti d'autore e un lungo procedimento legale oppose i due uomini per circa dieci anni. Al termine di questa controversia, nel 1999, la Corte d'Appello di Parigi ha stabilito che Mic Delinx era l'autore della rappresentazione dei personaggi e Christian Godard dei loro nomi e della sceneggiatura. Negli ultimi anni della loro collaborazione, i due uomini comunicarono solo attraverso i loro avvocati e la serie apparve solo occasionalmente sulle pagine della rivista Pif prima di interrompersi nel 1988.

### Gli ultimi anni
L'episodio della sua collaborazione con Jean-Marie Le Pen e Minute ha reso Mic Delinx, agli occhi di tutti, come "fascista", indesiderabile nel mondo del fumetto. Per sopravvivere, ha ricomprato le scorte di album a prezzi scontati dall'editore e le ha vendute personalmente alle fiere del fumetto. Rovinato, perse l'appartamento, sprofondò nella depressione, soprattutto dopo la morte della moglie per cancro, visse nella sua auto o in piccoli alberghi. Esausto, viene ricoverato in ospedale e muore per arresto cardiaco il 18 dicembre 2002 a Saint-Marcel (Eure).

## Pubblicazioni
- La Jungle en folie, scenario Christian Godard, volumi da 1 a 7 pubblicati da Rossel Éditions, volumi da 8 a 20 pubblicati da Dargaud (che sta ristampando i primi 7 volumi)

1. Les Aventures de Joe le tigre, 1973
2. Salut la compagnie, 1974
3. La Conquête de l'espace, 1974
4. Corrida pour une vache maigre, 1975
5. Perrette et le grand méchant Louloup, 1975
6. La Crise, 1976
7. Le Mouton enragé, 1976
8. La Belle au bois ronflant, 1979
9. La Cage aux fauves, 1980
10. Le Monstre, 1980
11. Mambo Zizi Panda, 1981
12. Le Trou du chou-fleur, 1983
13. La Brigade des morses, 1983
14. Hamac Saynètes, 1984
15. La Licorne de brume, 1984
16. Le Fondu enchaîné, 1985
17. Canard à l'orange, 1986
18. Le Fantôme du Bengali, 1987
19. Le Dindon de la farce, 1987
20. La Guerre du golf, 1988